# المفرق (جبلة)

تعديل مصدري - تعديل

المفرق محلة تابعة لقرية الجحاف، التابعة لعزلة الربادي بمديرية جبلة إحدى مديريات محافظة إب في الجمهورية اليمنية، بلغ تعداد سكانها 396 حسب تعداد اليمن لعام 2004.